# 日産プリンス札幌販売
日産プリンス札幌販売株式会社（にっさんプリンスさっぽろはんばい）は、北海道札幌市に本社を置く日産自動車のレッドステージ店である。かつては日産ネットワークホールディングス傘下であった。

## 沿革
- 1955年2月 - 北海道プリンス自動車株式会社設立。
  - （当時プリンス自動車工業と代理店販売契約していた田井自動車工業から分離）
- 196？年 - 札幌プリンス自動車株式会社に商号変更。
  - （道内他地域にプリンス系販売会社の設立による分割）
- 1966年9月 - （初代）日産プリンス札幌販売株式会社に商号変更。
  - （日産自動車がプリンス自動車工業を吸収合併した事による販売会社の名称変更）
- 1980年 - 日産プリンス道南販売株式会社が（初代）日産プリンス札幌販売株式会社を合併し（二代目）日産プリンス札幌販売株式会社に商号変更。
- 1989年10月 - 日産チェリー札幌販売株式会社を合併。
- 2006年4月3日 - 販売事業会社である（三代目）日産プリンス札幌販売株式会社に分割し二代目会社は日産プリンス札幌資産管理株式会社に商号変更。

2022年12月1日 - 地場資本の北海道日産自動車が日産ネットワークホールディングスから全株式を取得。経営権が北海道日産自動車に移管。

## 事業所

### 新車店舗
- 中央支店／札幌市中央区南8条西11丁目2-1
- 篠路支店／札幌市北区篠路3条3丁目1-36
- 新琴似支店／札幌市北区新琴似7条16丁目4-15
- 北支店／札幌市東区北27条東1丁目1-1
- 川下支店／札幌市白石区川下4条3丁目4-10
- 白石支店／札幌市白石区中央2条7丁目1-43
- 月寒支店・特販部／札幌市豊平区月寒中央通11丁目6-37
- 川沿支店／札幌市南区川沿9条1丁目2-40
- 手稲支店／札幌市手稲区西宮の沢5条1丁目11-17
- ニスモPステージ／札幌市手稲区西宮の沢5条1丁目11-22
- 江別支店／江別市幸町32-3
- 大曲支店／北広島市大曲中央1丁目2-1
- 恵庭支店／恵庭市恵央町11-1
- 千歳支店／千歳市富士4丁目18-3
- 岩見沢支店／岩見沢市2条東16丁目11-1
- 滝川支店／滝川市黄金町東1丁目2-5
- 小樽支店／小樽市オタモイ1丁目2-6
- 室蘭支店／室蘭市寿町3丁目23-5
- 苫小牧支店／苫小牧市光洋町1丁目2-8
- 苫小牧東支店／苫小牧市柳町4丁目6-50

### 中古車店舗
- 皆来（ミナクル）羊ヶ丘／札幌市清田区真栄4条5丁目15-10
- 皆来（ミナクル）宮の沢／札幌市西区発寒8条14丁目516-10
- 滝川中古車センター／滝川市黄金町東1丁目2-5
- 室蘭中古車センター／室蘭市寿町1丁目6-18
- 苫小牧中古車センター／苫小牧市光洋町1丁目2-8

## 北海道内の他日産車販売店
- 北海道日産自動車
- 旭川日産自動車
- 札幌日産自動車
- 北見日産自動車
- 帯広日産自動車
- 函館日産自動車